# سوزان کمرون
سوزان کمرون (انگلیسی: Susan Cameron؛ October 31, 1958 – ) یک بازرگان اهل ایالات متحده آمریکا بود.